# Längelmävesi
Längelmävesi ist ein See in der Landschaft Pirkanmaa in Südwest-Finnland. 
Der See hat eine Fläche von 133,04 km² liegt auf einer Höhe von 84,2 m.
Der See Längelmävesi liegt innerhalb der Gemeindegrenzen von Jämsä (ehemals Längelmäki), Kangasala (ehemals Sahalahti), Kuhmalahti und Orivesi. 
Der Längelmävesi liegt im Einzugsgebiet des Kokemäenjoki. 
Er ist Bestandteil einer Seenkette (Längelmäveden reitti), welche neben dem Längelmävesi noch die Seen Vesijärvi, Roine, Pälkänevesi und Mallasvesi umfasst. 
Die Seenkette wird bei Valkeakoski zum tiefergelegenen See Vanajavesi entwässert. 